# Liebschütz
Liebschütz ist ein Ortsteil der Gemeinde Remptendorf im Saale-Orla-Kreis in Thüringen.

## Geografie

### Lage
Das Dorf Liebschütz und der Nachbarort Liebengrün liegen auf einem typischen Hochplateau des Thüringer Schiefergebirges umgeben von bewaldeten Abhängen. Es bestehen Straßenverbindungen in die nördlich gelegene Stadt Ziegenrück und in Richtung Süden nach Remptendorf und Bad Lobenstein. Der Ort besaß einen Haltepunkt an der in diesem Abschnitt stillgelegten Bahnstrecke Triptis–Marxgrün.

### Geologie
Die Böden des Südostthüringischen Schiefergebirges haben einen hohen Feinerdeanteil und sind durch den hohen Humusgehalt unter diesen Klimabedingungen sehr ertragreich. Quellmulden und schmale Tallagen der Bäche sind typische Grünlandstandorte. Liebschütz ist landwirtschaftlich geprägt. Ackerbau wird auf den plateauartigen Geländerücken, welligen Ebenen und Flachhängen begünstigt. Auf sonstigen Lagen überwiegt die forstliche Nutzung.

## Geschichte
Liebschütz wurde als „Lobesiz“ am 19. Juni 1258 erstmals urkundlich genannt. Im Mittelalter waren hier sowie im benachbarten Liebengrün die von Obernitz begütert. 1668 teilten sie das Gut in den Oberhof mit der alten Wasserburg und den Unterhof. Um 1760 gingen beide in andere Hände über. Der letzte Obernitz auf Liebschütz soll 1810 als Bettler gestorben sein. Auf dem Vorwerk des Oberhofs errichtete der neue Besitzer von Hake 1793 die Hakenburg, ein großes Wohnhaus mit ehedem zwiebelförmigem Dachreiter. Im 19. Jahrhundert wurde auf dem Unterhof ein weitläufiges, eher nüchternes Herrenhaus erbaut. 1895 wurde das obere und 1909 das untere Gut zerschlagen und an Bauern verkauft. Das obere Wasserschloss wurde 1900 trockengelegt, teils abgerissen und teils zur Schule umgebaut.
Der Ort gehörte bis 1815 zum kursächsischen Amt Ziegenrück und kam nach dessen auf dem Wiener Kongress beschlossenen Abtretung an den preußischen Landkreis Ziegenrück, zu dem der Ort bis 1945 gehörte.
Nach der Wende gehörte der Ort zur Verwaltungsgemeinschaft Saale-Sormitz-Höhen. Diese wurde zum 1. Juli 1999 aufgelöst und Liebschütz nach Remptendorf eingemeindet. Bedingt durch Formfehler wurde diese Eingemeindung zum 1. Januar 2000 aufgehoben. Mit Wirkung zum 29. September 2000 erfolgte endlich die korrekte Eingemeindung nach Remptendorf.

## Sehenswürdigkeiten
Eine Burgstelle liegt inmitten des Ortes. 1793 errichtete Friedrich von Hake wohl die Grundmauern der mit einem Wassergraben geschützten Befestigung ein nach ihm benannten Schlösschen. Das kemenatenartige Gebäude  wird jetzt als Vereinshaus genutzt.
Am Weg von Weißbach zur Lückenmühle lag eine kleine Burganlage, die dann später in einen Freihof aufging. Es handelte sich sicherlich um einen befestigten Herrensitz. Reste der Anlage sind noch erkennbar.
Anfang des 20. Jahrhunderts gab es zwei Rittergüter, den Oberen Hof mit dem ortsbildenden Wasserschloss als Herrensitz und den Unteren Herrenhof.
Die Kirche des Dorfes brannte 1820 völlig aus und wurde wieder aufgebaut.